# Propagandă pentru război
Propaganda pentru război constă în răspândirea de știri tendențioase sau inventate, de natură să servească ațâțării la război, sau orice alte manifestări în favoarea dezlănțuirii unui război, săvârșite prin grai, scris, radio, televiziune, cinematograf sau prin alte asemenea mijloace.
Această definiție apare în Codul Penal al României, partea specială:  Art. 405 Propaganda pentru război "(1) Propaganda pentru război de agresiune, precum și răspândirea de știri tendențioase sau inventate, în scopul provocării unui război de agresiune, se pedepsesc cu închisoarea de la 2 la 7 ani și interzicerea exercitării unor drepturi. (2) Cu aceeași pedeapsă se sancționează faptele prevăzute în alin. (1), săvârșite în scopul provocării unui război de agresiune împotriva României sau a unui conflict armat intern."

## Vezi și
- Declarație de război
- Dezinformare
- Manipulare
- Propagandă
- Război informațional